# Diplothrixochernes patagonicus
Espèce
Diplothrixochernes patagonicus est une espèce de pseudoscorpions de la famille des Chernetidae.

## Distribution
Cette espèce est endémique de la province de Neuquén en Argentine. Elle se rencontre vers le lac Curruhué.

## Publication originale
- Beier, 1962 : Pseudoscorpionidea. Biologie de l'Amérique australe, études sur la faune du sol, éditions du Centre National de la Recherche Scientifique, vol. 1, p. 131-137.